# Rolada (potrawa mięsna)
Rolada – rodzaj potrawy mięsnej. Przygotowuje się ją przez zawinięcie farszu w kawałek mięsa. Tradycyjnie była to wołowina, ale można spotkać też rolady robione z użyciem innego mięsa. Składniki farszu różnią się w zależności od regionu, jednak najczęściej stosuje się boczek, kiełbasę, ogórek kiszony, cebulę oraz czerstwą skórkę chleba. Przyprawy to głównie papryka, pieprz i musztarda. Na Górnym Śląsku jest ona często spożywana z modrą kapustą (śl. modro kapusta) oraz kluskami śląskimi.
Przykładowe składniki: mięso wołowe, ogórki kiszone, cebula, boczek wędzony, musztarda, smalec, mąka pszenna, pieprz, sól, liście laurowe oraz ziele angielskie.
Przykładowy sposób przygotowania:
- mięso pokroić w plastry, rozbić, przyprawić solą i pieprzem, posmarować musztardą,
- na mięsie ułożyć równomiernie ogórki pokrojone w paski i boczek wędzony oraz pokrojoną w cząstki cebulę,
- plastry mięsa zwinąć, uformować rolady, obwiązać białą nitką, oprószyć mąką i smażyć na rozgrzanym smalcu na patelni ze wszystkich stron,
- przełożyć do rondla, podlać tłuszczem ze smażenia i ciepłą wodą, dodać liść laurowy i ziele angielskie, dusić do miękkości.

Rolada wołowa śląska została wpisana na listę produktów tradycyjnych 12 grudnia 2006 r. w kategorii Gotowe dania i potrawy w województwie śląskim.
Opolska rolada wołowa znalazła się na liście produktów tradycyjnych 19 stycznia 2007 r. w kategorii Produkty mięsne w woj. opolskim.
W innych regionach kraju potrawa ta jest znana jako zraz (wołowy).

## Galeria

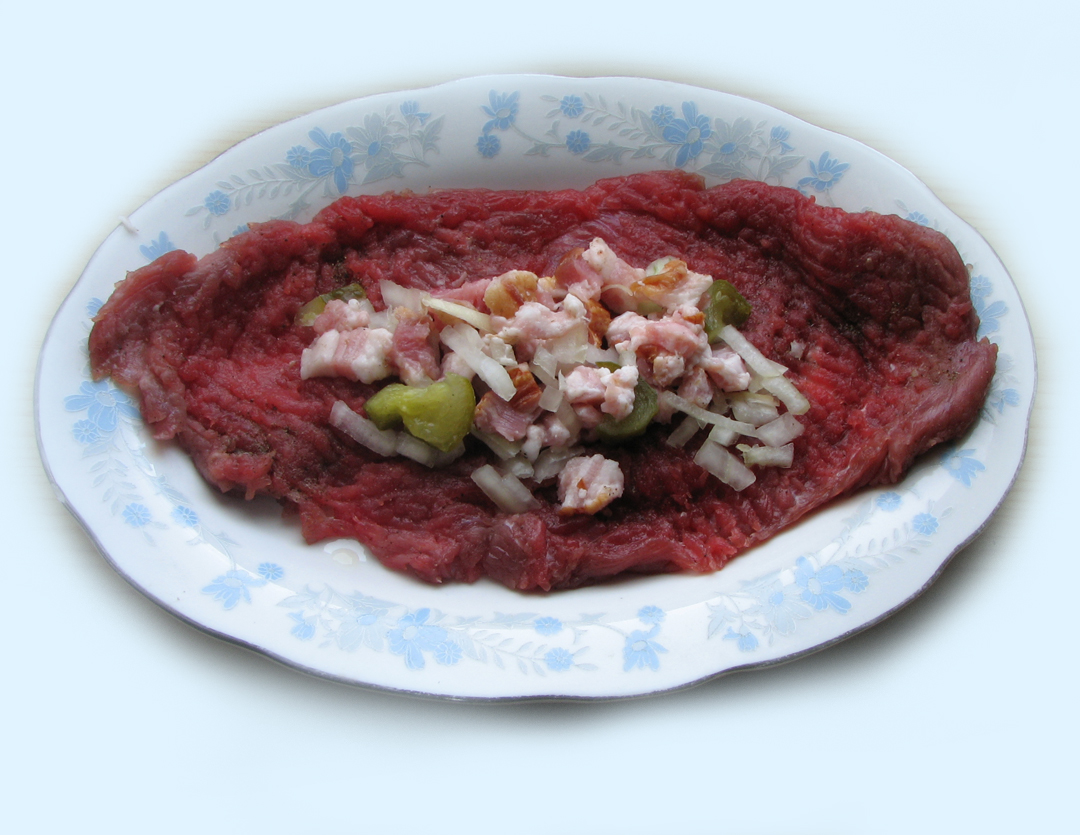
Plaster surowej wołowiny z farszem.
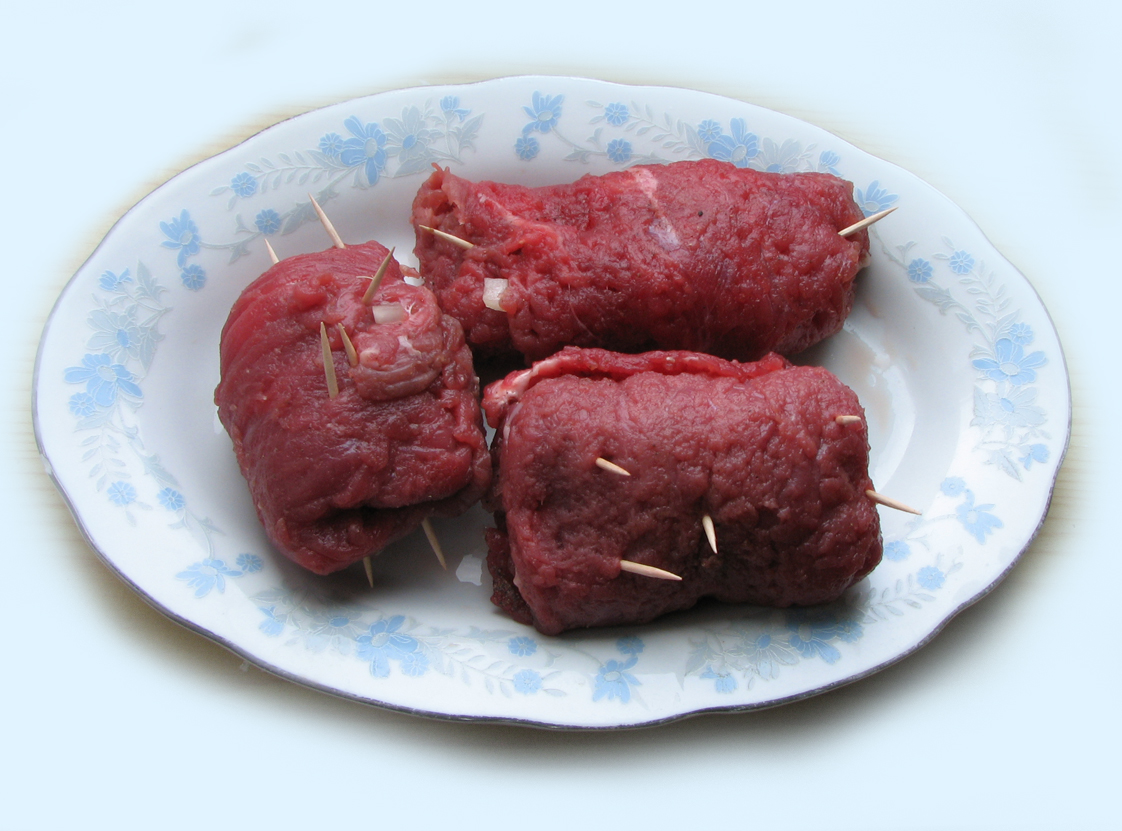
Rolady surowe, przed uduszeniem.
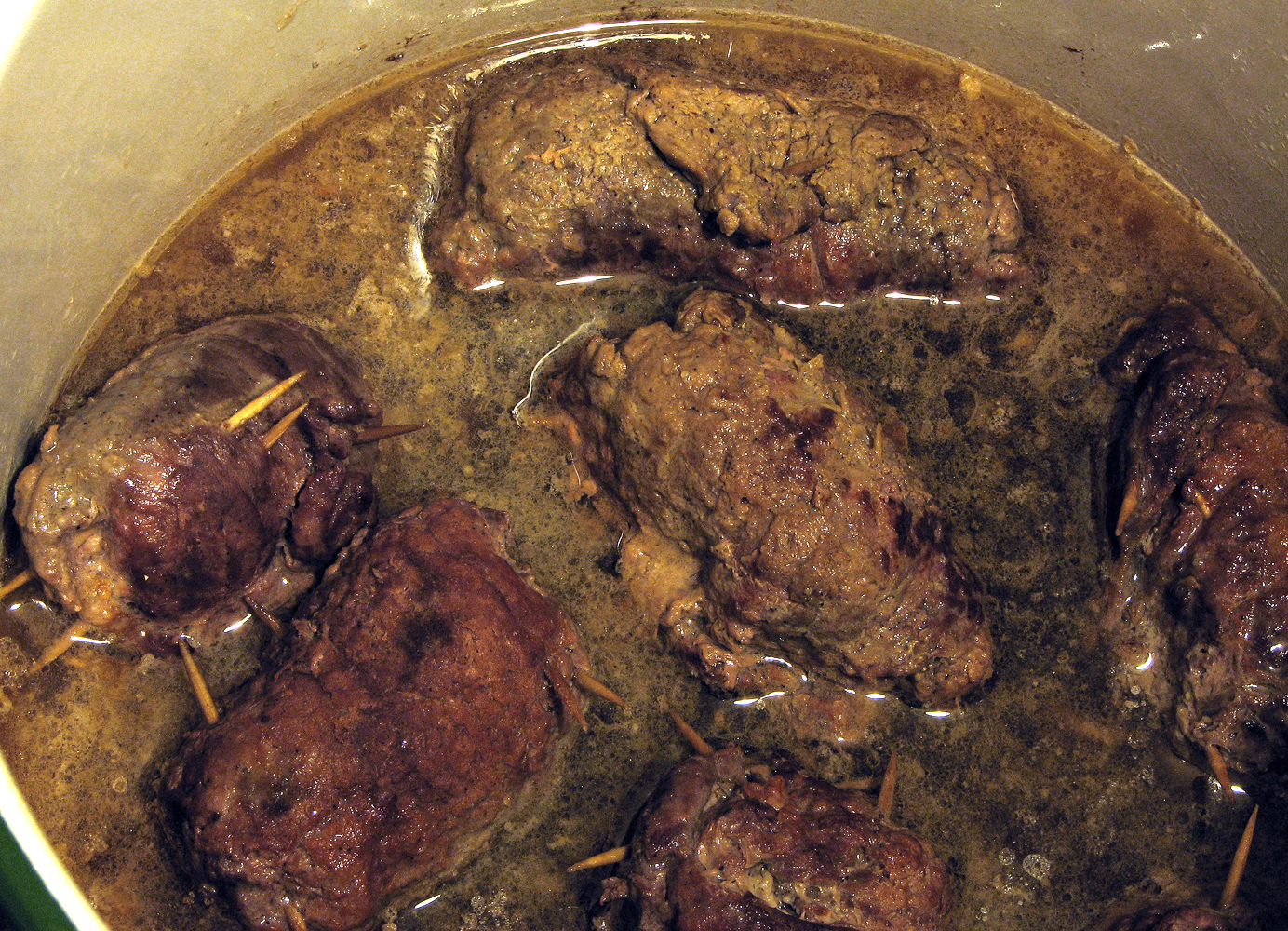
Rolady w trakcie duszenia
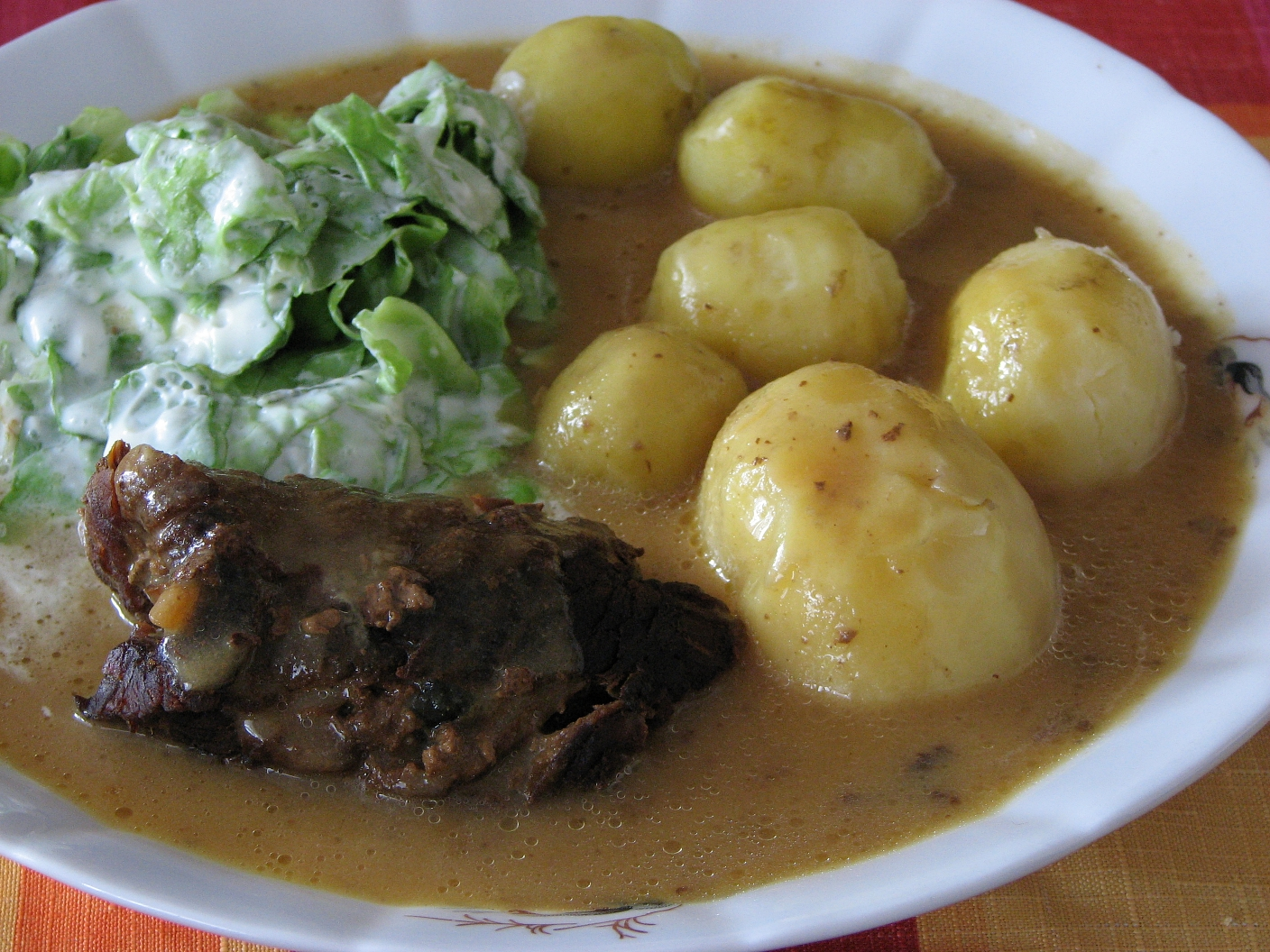
Rolada z ziemniakami w sosie z sałatą
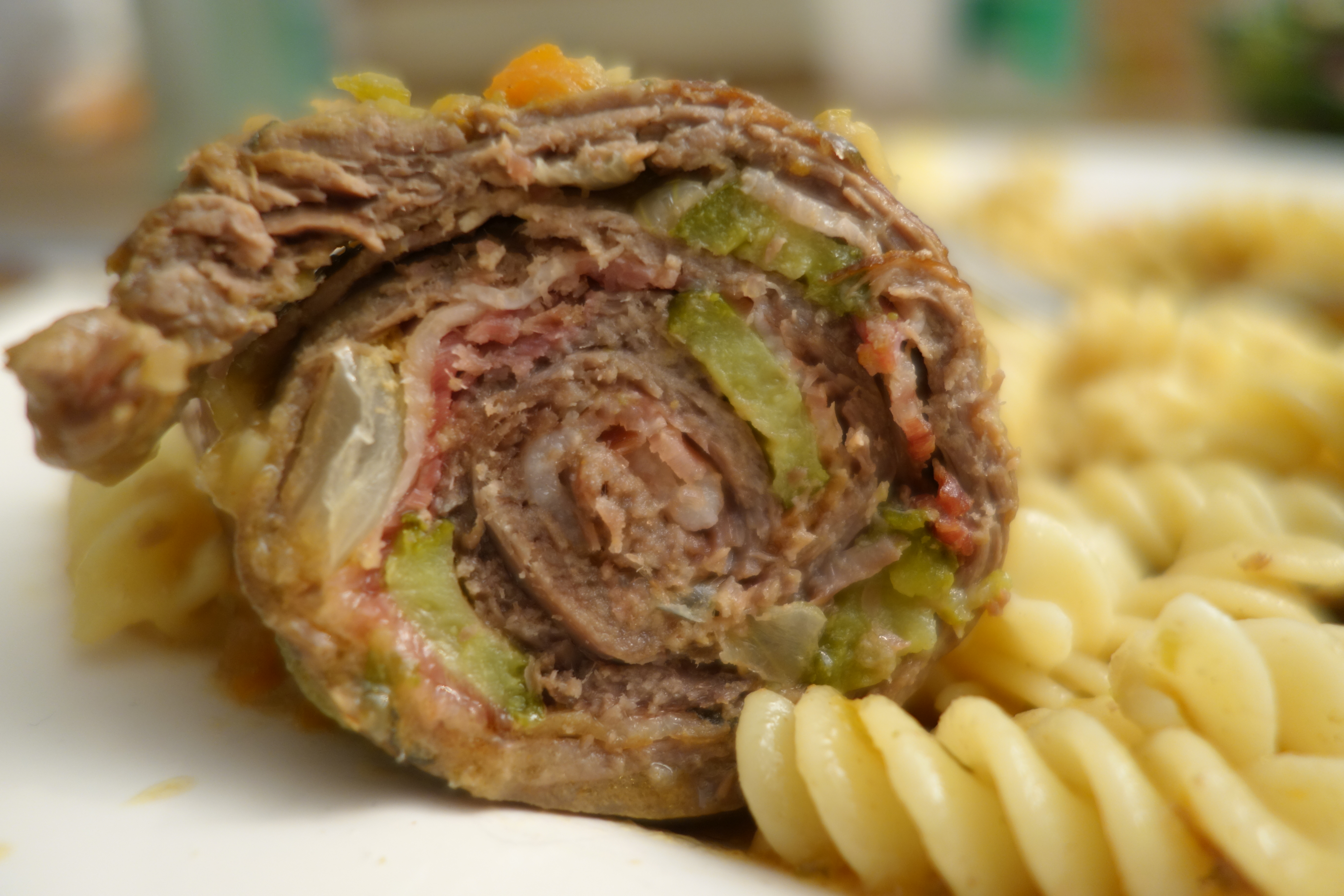
Rolada wołowa wypełniona boczkiem, cebulą i ogórkiem konserwowym
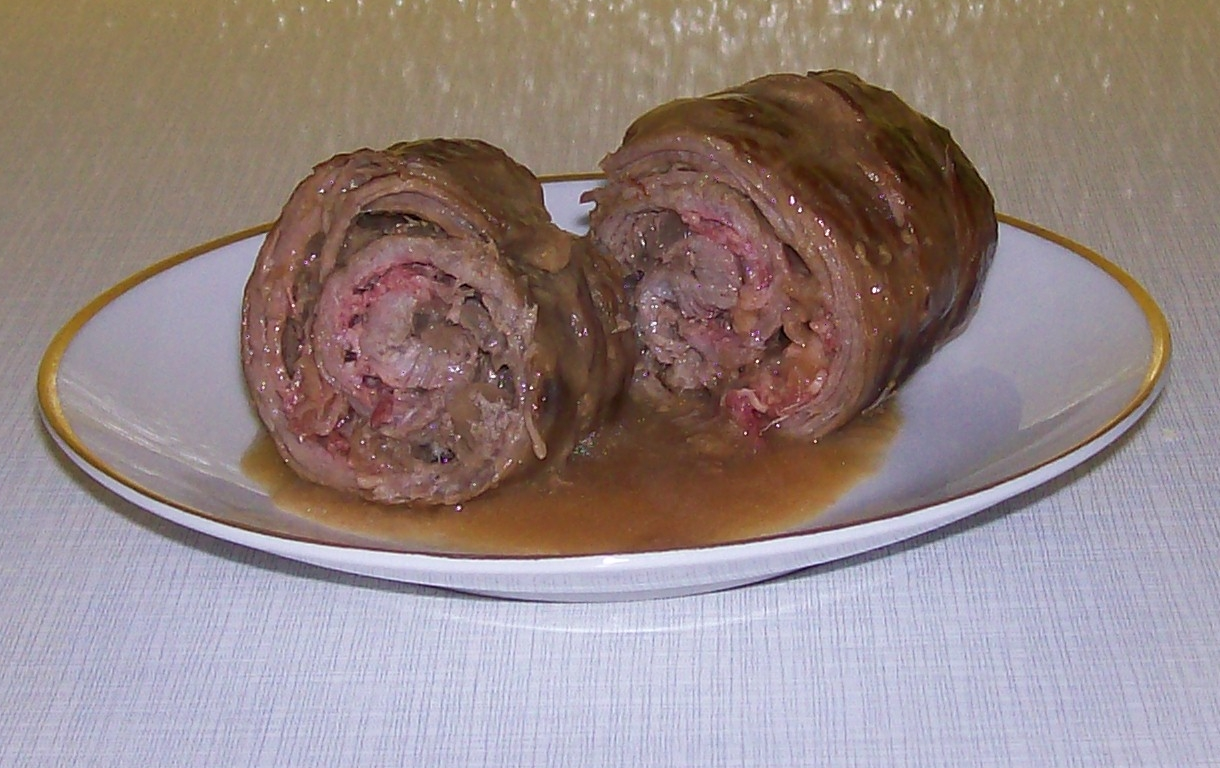
Rolada śląska